# Weesen (Szwajcaria)
Weesen – miejscowość i gmina we wschodniej Szwajcarii, w kantonie St. Gallen, w okręgu See-Gaster. Leży nad jeziorem Walensee.

## Demografia
W Weesen mieszkają 1 802 osoby. W 2021 roku 13,2% populacji gminy stanowiły osoby urodzone poza Szwajcarią. 

## Transport
Przez teren gminy przebiega droga główna nr 429.